# Hiob (Bandmann)
Hiob (světským jménem: John Lionel Bandmann; * 29. srpna 1982, Berlín) je německý duchovní Ruské pravoslavné církve v zahraničí, biskup stuttgartský a vikarijní biskup eparchie Berlín a Německo.

## Život
Narodil se 29. srpna 1989 v Berlíně. Při pouti do Svaté země přijal v řece Jordán pravoslavný křest.
Roku 2002 dokončil klasické německé gymnázium a poté místo vojenské služby se začal starat o duševně nemocné.
V září 2003 byl přijat mezi bratry monastýru svatého Jóba Počajevského v Mnichově, kde byl několik let redaktorem pravoslavného věstníku Der Bote a německé verze Věstníku berlínské a německé eparchie. Byl také regentem chóru monastýru.
Dne 10. listopadu 2006 se stal čtecem.
V letech 2004–2009 studoval teologii na Mnichovské univerzitě.
Dne 6. července 2012 byl v monastýru svatého Jóba postřižen arcibiskupem Markem Arndtem na rjasofora se jménem Joseph.
Dne 6. července 2016 byl postřižen arcibiskupem Markem na monacha se jménem Hiob na počest svatého Jóba Počajevského a dne 24. července byl rukopoložen na hierodiakona.
Dne 10. září 2018 byl arcibiskupem Markem rukopoložen na jeromonacha a ve stejný den mu bylo uděleno právo nosit zlatý náprsní kříž.
Dne 18. října 2020 byl povýšen na igumena.
Dne 8. prosince 2020 byl na zasedání Archijerejského synodu Ruské pravoslavné církve v zahraničí zvolen vikarijnim biskupem berlínské eparchie a titulem biskupa stuttgartského. Dne 29. prosince 2020 uznal tuto volbu také Svatý synod.
Dne 4. dubna 2021 byl metropolitou Markem povýšen v monastýru svatého Jóba na archimandritu.
Dne 9. prosince 2021 byl oficiálně jmenován biskupem a o den později proběhla v katedrálním chrámu Ikony Matky Boží Znamení v New Yorku jeho biskupská chirotonie. Světiteli byli metropolita východoamerický a newyorský Hilarion (Kapral), metropolita berlínský a německý Mark (Arndt), arcibiskup sanfranciský a západoamerický Kirill (Dmitrijev), arcibiskupem montrealský a kanadský Gabriel (Čemodakov), biskup londýnský a západoevropský Irenei (Steenberg) a biskup manhattanský Nicholas (Olchovskij).